# Markaba (Meri)
Pour les articles homonymes, voir Markaba (homonymie).
Markaba est une localité du Cameroun située dans l'arrondissement de Meri, le département du Diamaré et la région de l’Extrême-Nord. Elle fait partie du canton de Tchéré. Elle comprend deux villages Markaba-Foulbé  et Markaba-Guiziga.

## Population
Lors du dernier recensement de 2005, la population de Markaba pour les deux villages était estimée à 467 personnes, soit 222 hommes (47,54 %) pour 245 femmes (52,46 %). Markaba-Foulbé comptait 178 habitants, dont 92 hommes et 86 femmes ; tandis que Markaba-Guiziga en comptait 259, avec 130 hommes et 159 femmes.

## Économie

### Éducation
Markaba a une école publique de niveau 3 depuis 1999. L’état de bâtiments de cette école est jugé passable avec l’aménagement des latrines. Il n y a pas de points d’eau, ni de clôture, ni de logements d’astreinte, encore moins un système d’assainissement ou de reboisement. Les structures de gestion sont présentes.

### Eau et énergie
Le plan communal de développement prévoit l’extension du réseau électrique de Mikiri vers Markaba.

### Initiatives de développement
Les initiatives de développement concernent essentiellement le volet éducatif avec la construction de la clôture, de logements d’astreinte, de salles de classe ; l’équipement en table-bancs, armoires, bureaux de maître, l’aménagement de points d’eau.